# Ulica Starowiślna w Krakowie
Ulica Starowiślna – ulica w Krakowie, w dzielnicy I Stare Miasto, na Kazimierzu i Stradomiu.

## Opis
Ulica została wytyczona w 1881 roku. Początkowo kończyła się przy ulicy Dajwór. W 1898 wydłużona do ul. św. Wawrzyńca. Po wybudowaniu mostu Krakusa w 1913 roku została wydłużona do Wisły. Ulicą przebiega torowisko tramwajowe.
Nazwa ulicy pochodzi od koryta Starej Wisły, które przecinała w miejscu dzisiejszego skrzyżowania z ul. Józefa Dietla. W okresie od 1916 do 1926 nosiła nazwę ul. 5 Listopada dla uczczenia decyzji cesarzy Niemiec i Austro-Węgier ogłoszonej aktem 5 listopada 1916 i zapowiadającej odbudowę wolnej Polski. W czasach PRL nosiła nazwę Bohaterów Stalingradu.

## Ważniejsze budynki
- W budynkach numer 3-9 mieści się klasztor, przedszkole, Zespół Szkół Urszulanek Unii Rzymskiej oraz Międzyzakonny Wyższy Instytut Katechetyczny.
- Budynek numer 13 to Pałac Pugetów. Obecnie mieści się w nim Donimirski Pałac Pugetów Business Center.
- W budynku numer 16 mieściło się (obecnie nieczynne) Kino Uciecha, jedno z najstarszych w Krakowie.
- W kamienicy numer 21 znajduje się Scena Kameralna Starego Teatru oraz na II piętrze Teatr Współczesny w Krakowie[3].
- W kamienicy numer 47 grupa artystów i artystek tworzących w nurcie urban artu ozdobiła ściany klatki schodowej i dziedzińca muralami[4]. W przestrzeni kamienicy do tej pory można oglądać prace ośmiu artystów nie tylko z Polski, ale też z zagranicy: Nawer, Mikołaj Rejs, Agnieszka Rypińska (Agrypa), Marta Basandowska (Lilith Di), Robert Lidwin, Bogna Przewoźniak (Vortex Visual Division), Dominika Lasota (DODO Lab), Elisabeth Maxwell[5].

## Galeria

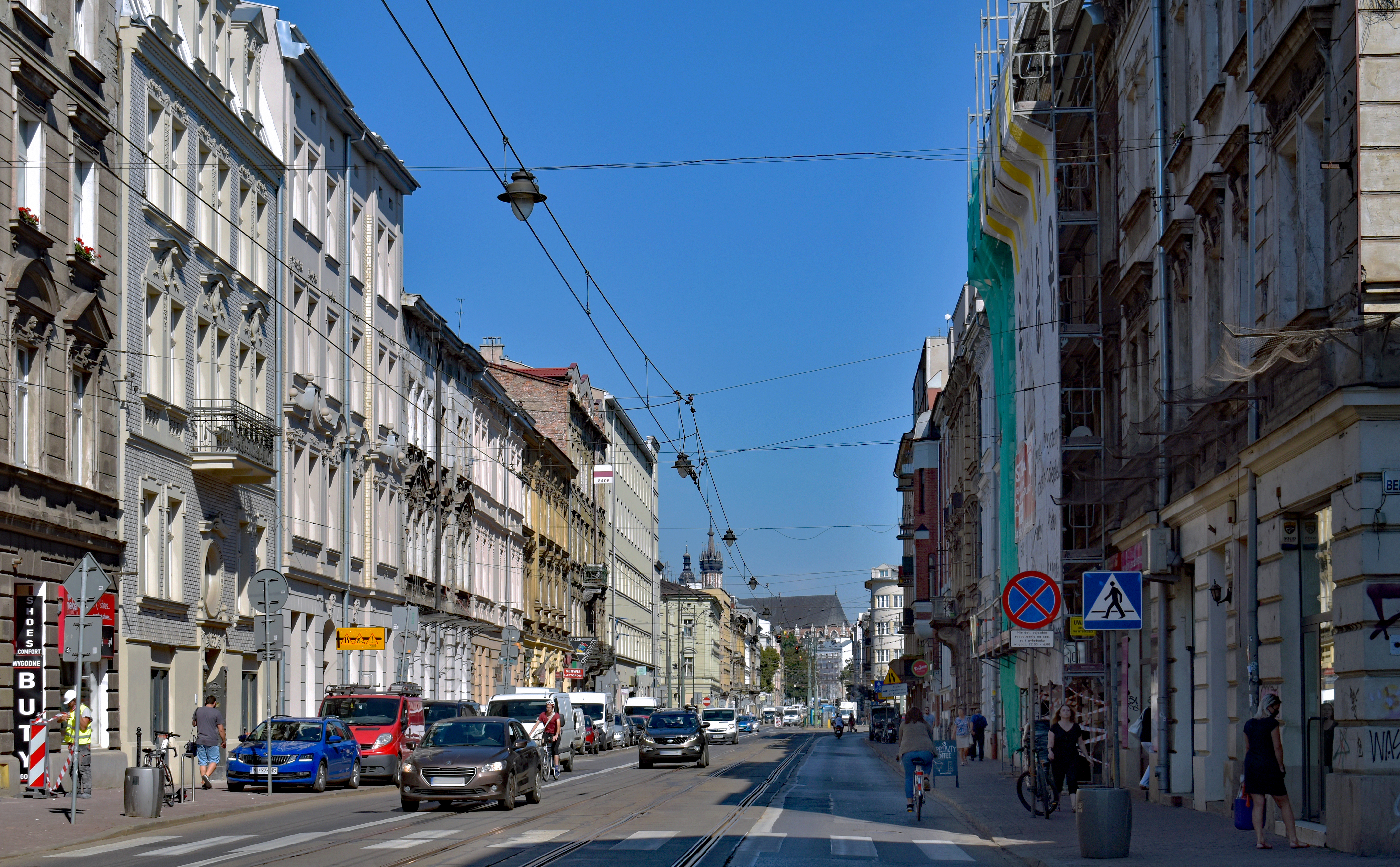
Widok od skrzyżowania z ul. Berka Joselewicza na płn.-zach., w kierunku Starego Miasta.
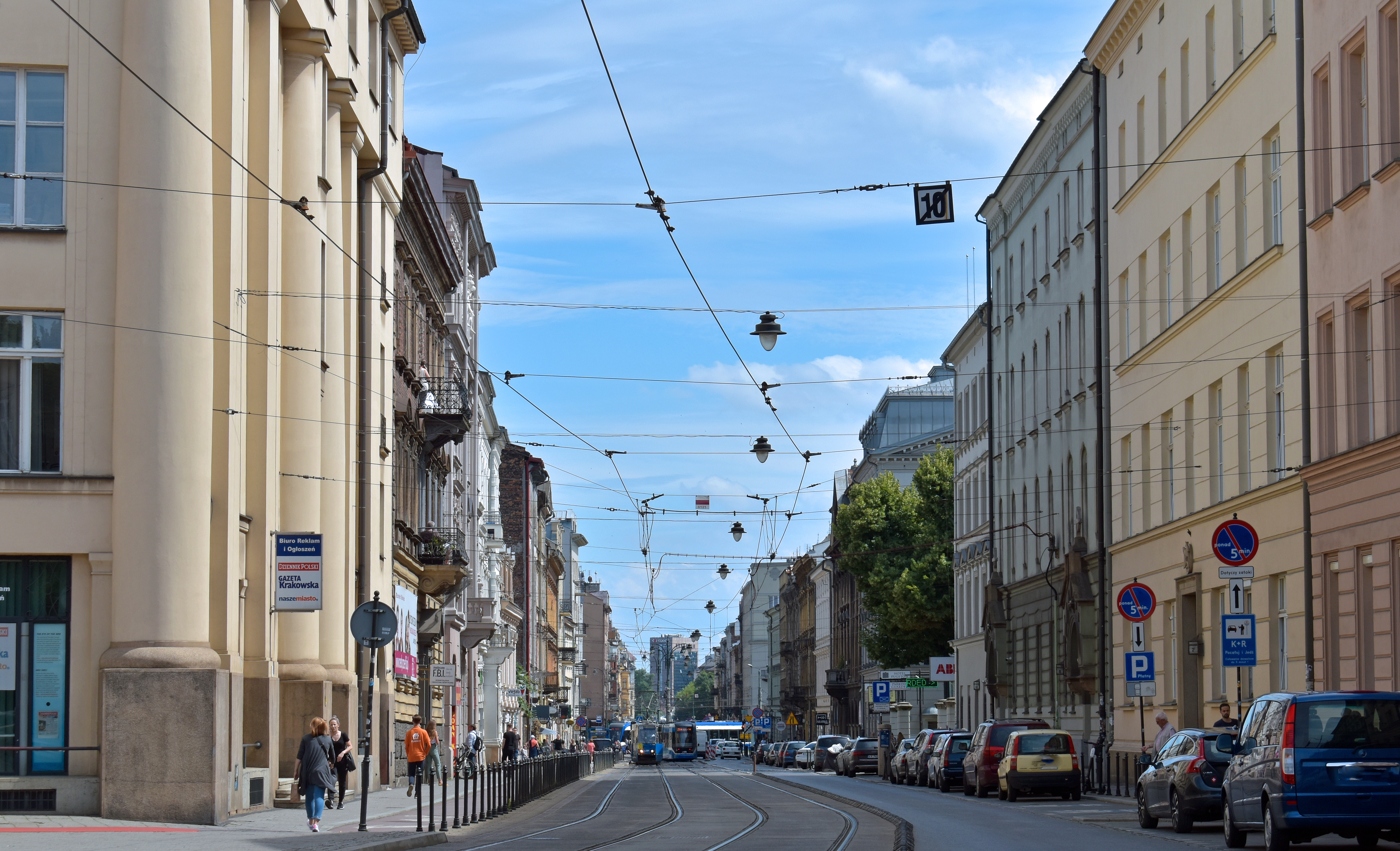
Widok ze skrzyżowania z ul. św. Gertrudy.
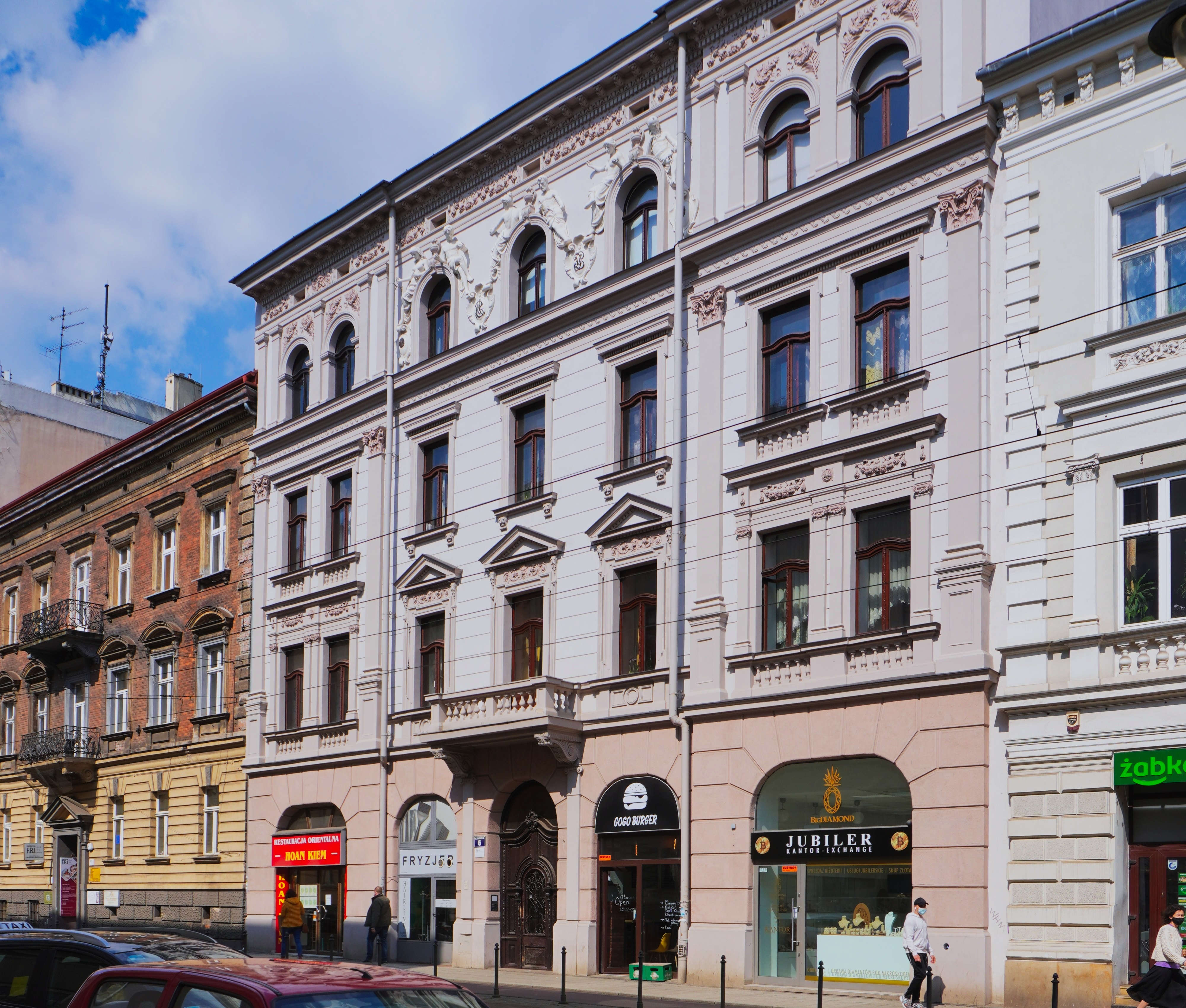
ul. Starowiślna 6 Kamienica (proj. Aleksander Biborski, 1896)
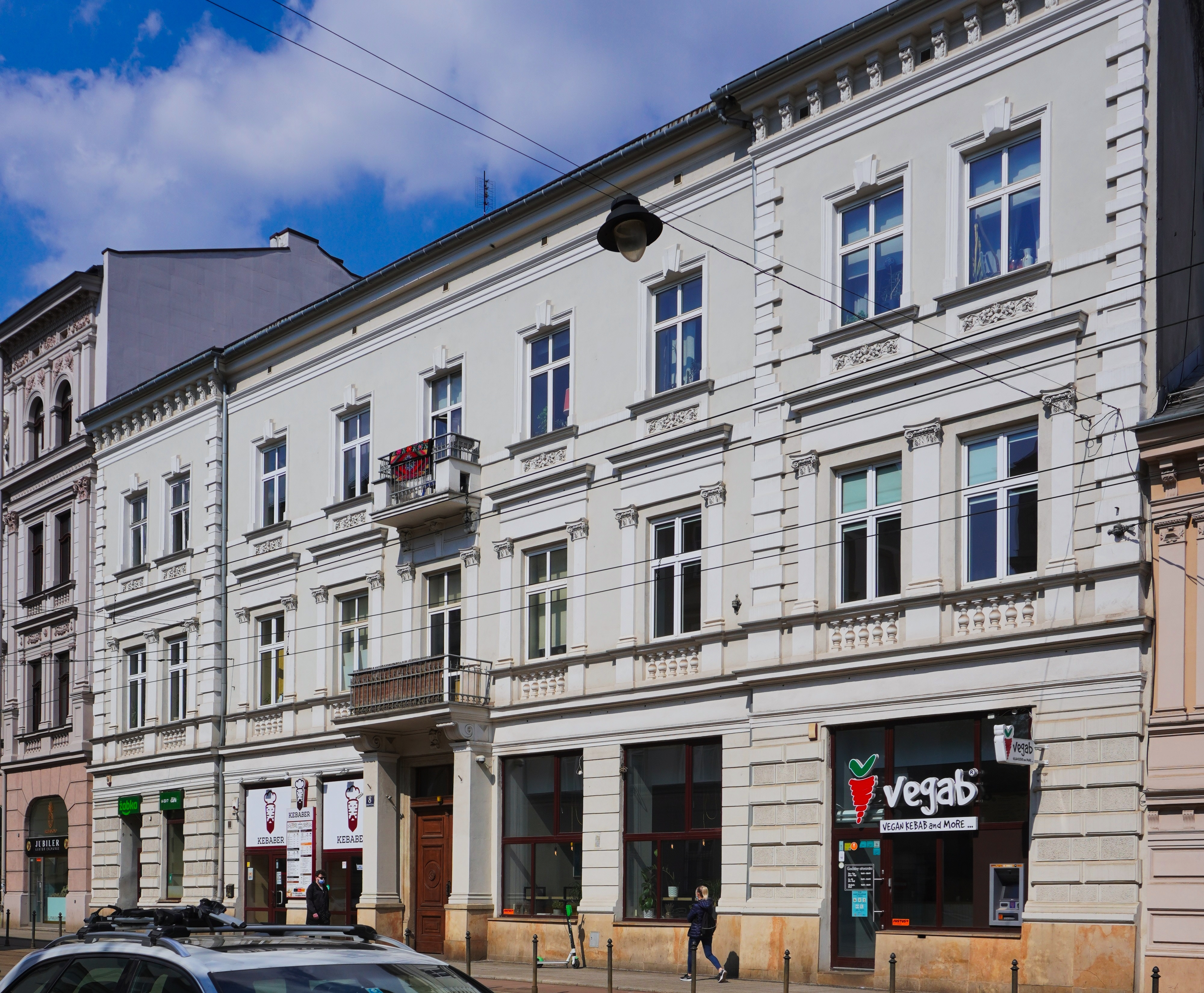
ul. Starowiślna 8 Kamienica (1882–1884)
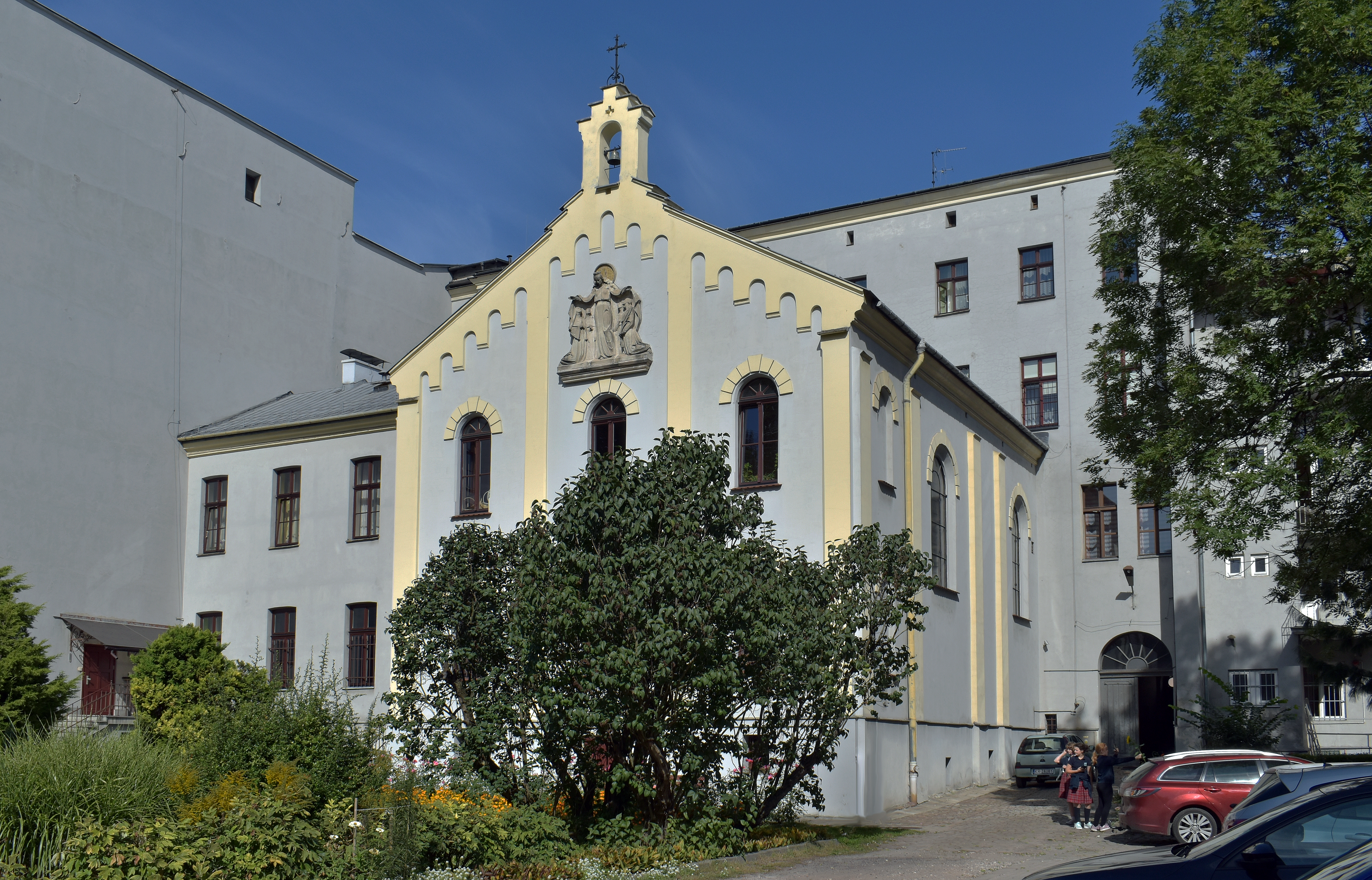
ul. Starowiślna 9 Kaplica św. Rodziny ss. urszulanek (proj. Rajmund Meus i Bronisław Górski, 1893)
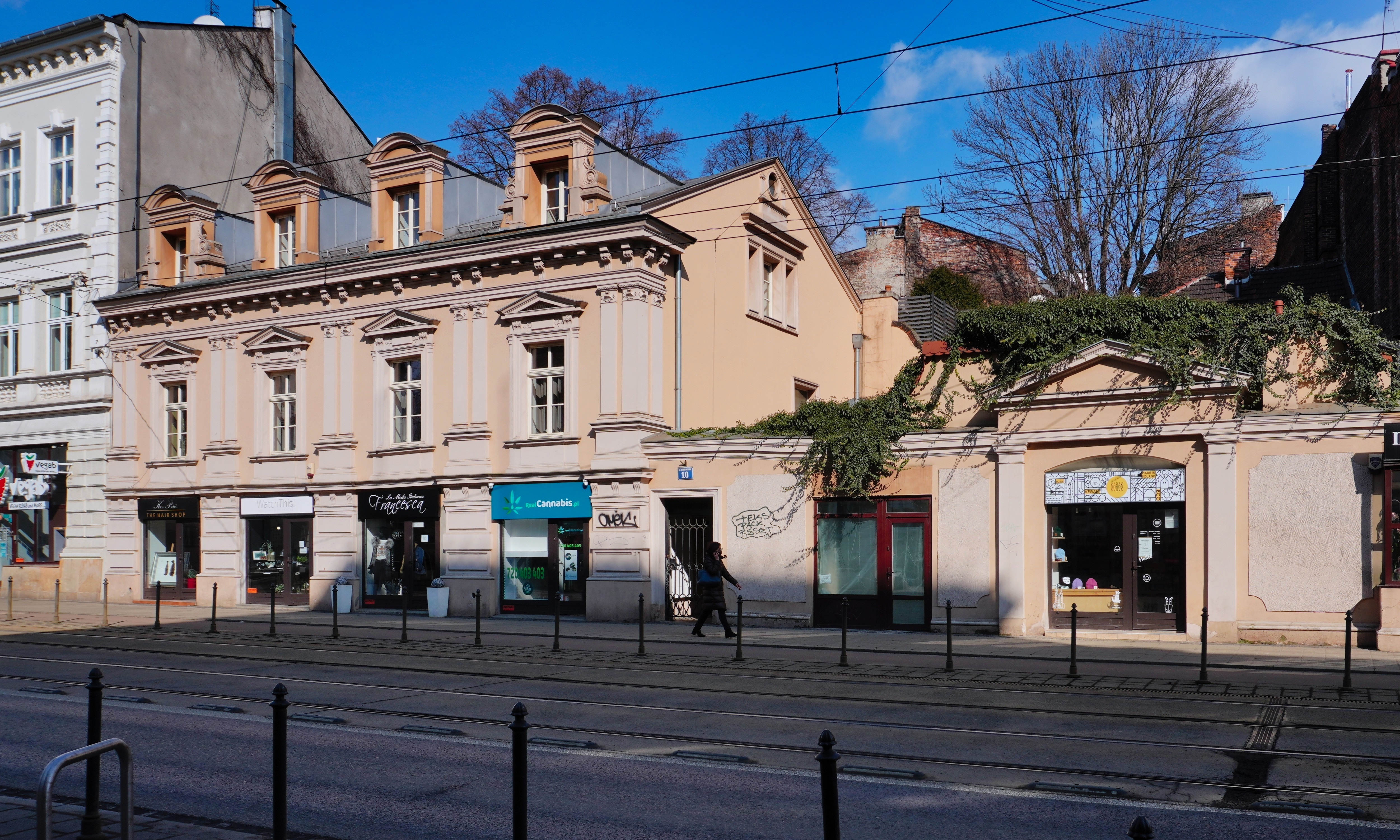
ul. Starowiślna 10 Kamienica, gdzie do 1904 roku mieściła się pracownia malarska Piotra Stachiewicza, po 1904 – Leona Wyczółkowskiego
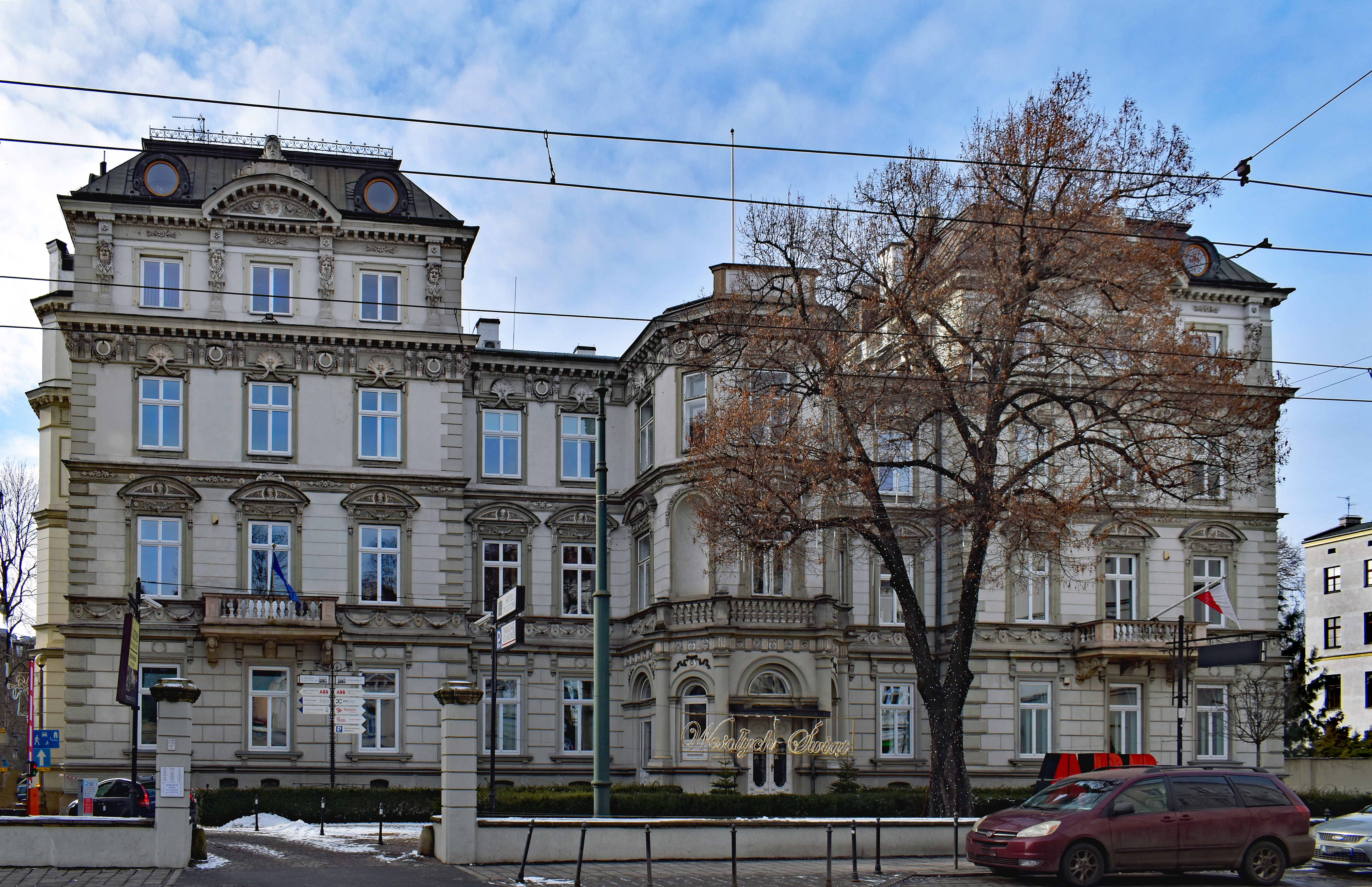
ul. Starowiślna 13 Pałac Pugetów (proj. Józef Kwiatkowski, 1874)
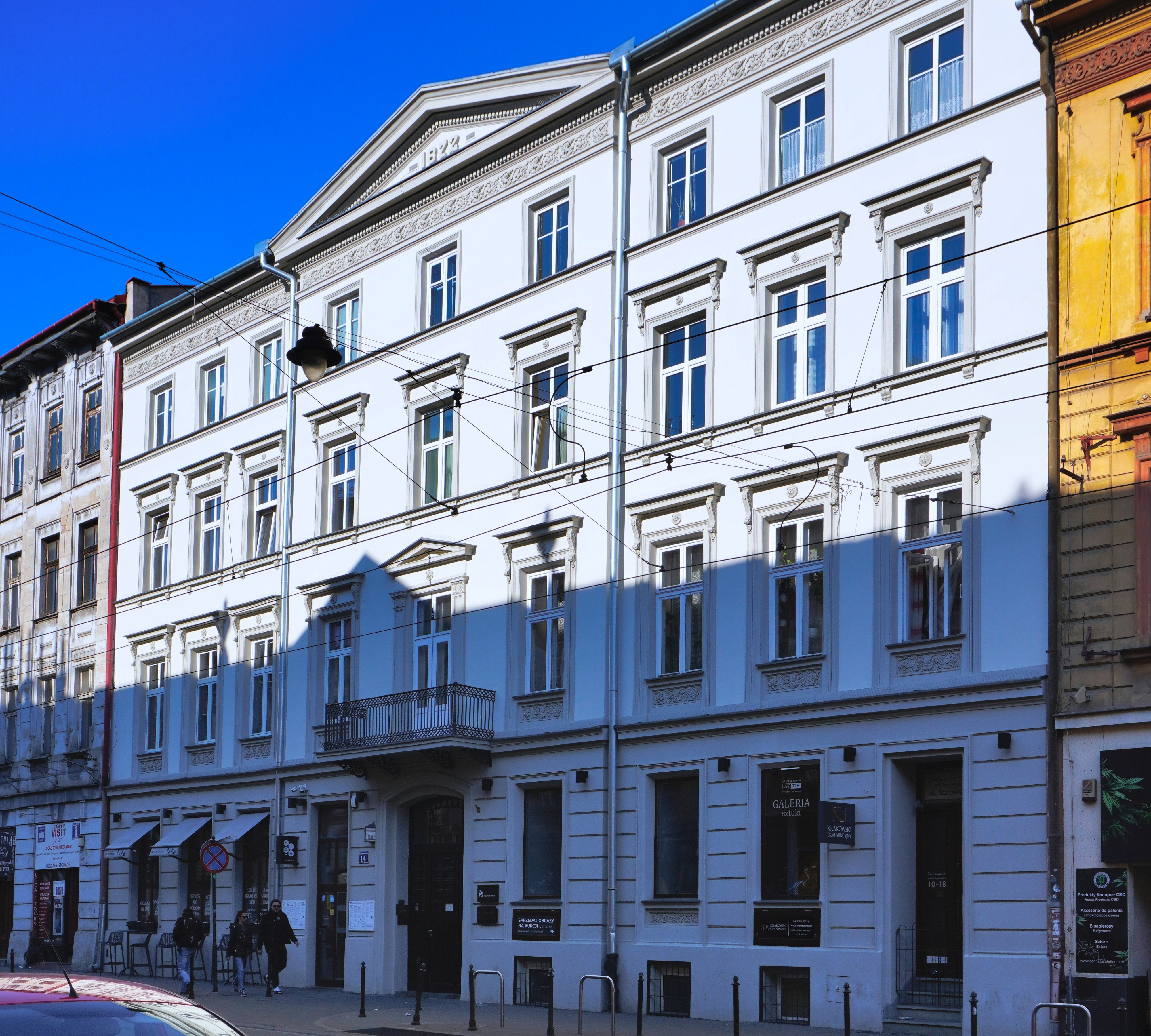
ul. Starowiślna 14 Kamienica (proj. Jacek Matusiński, 1872)
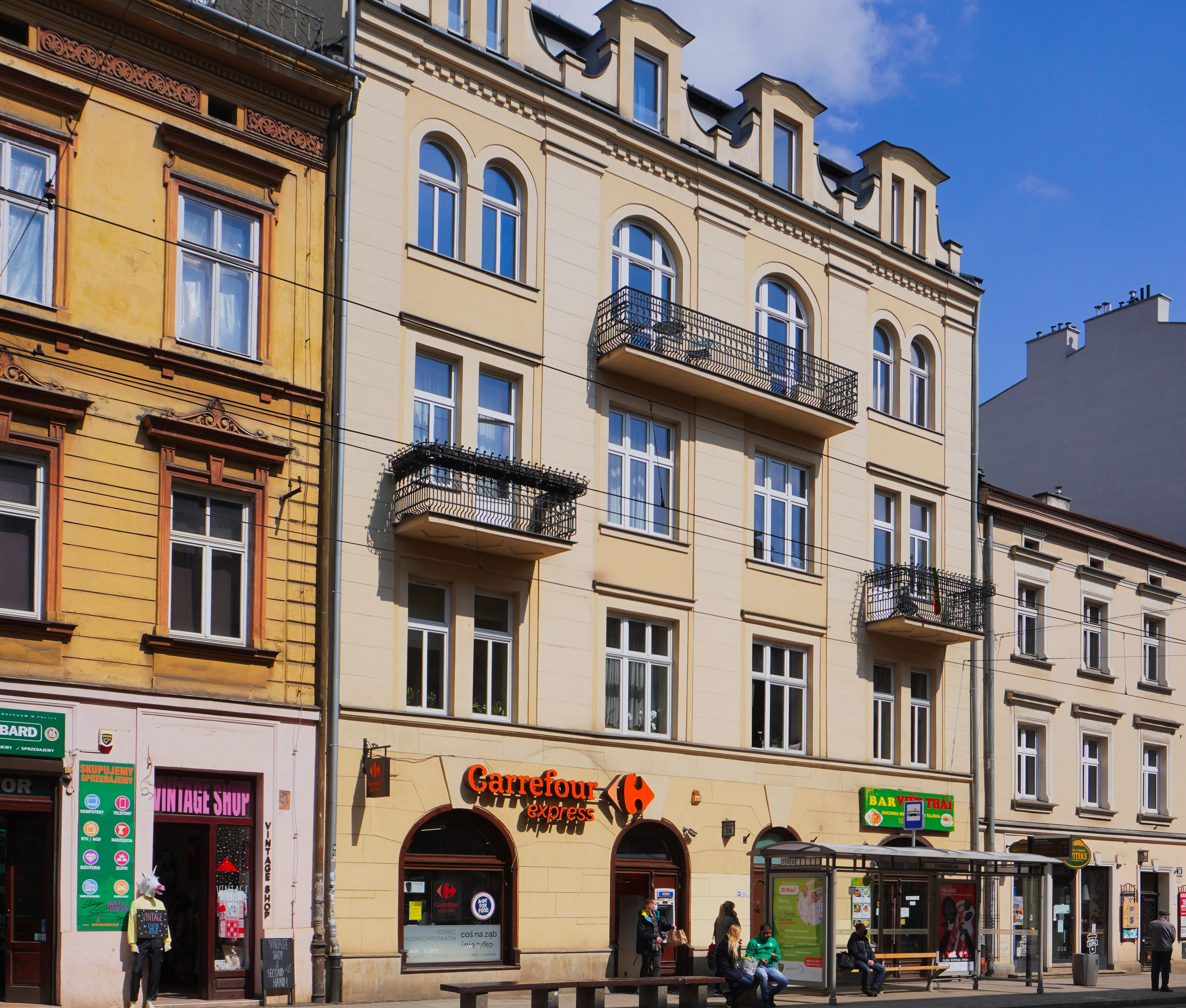
ul. Starowiślna 18 Kamienica (proj. Leopold Tlachna, 1887)
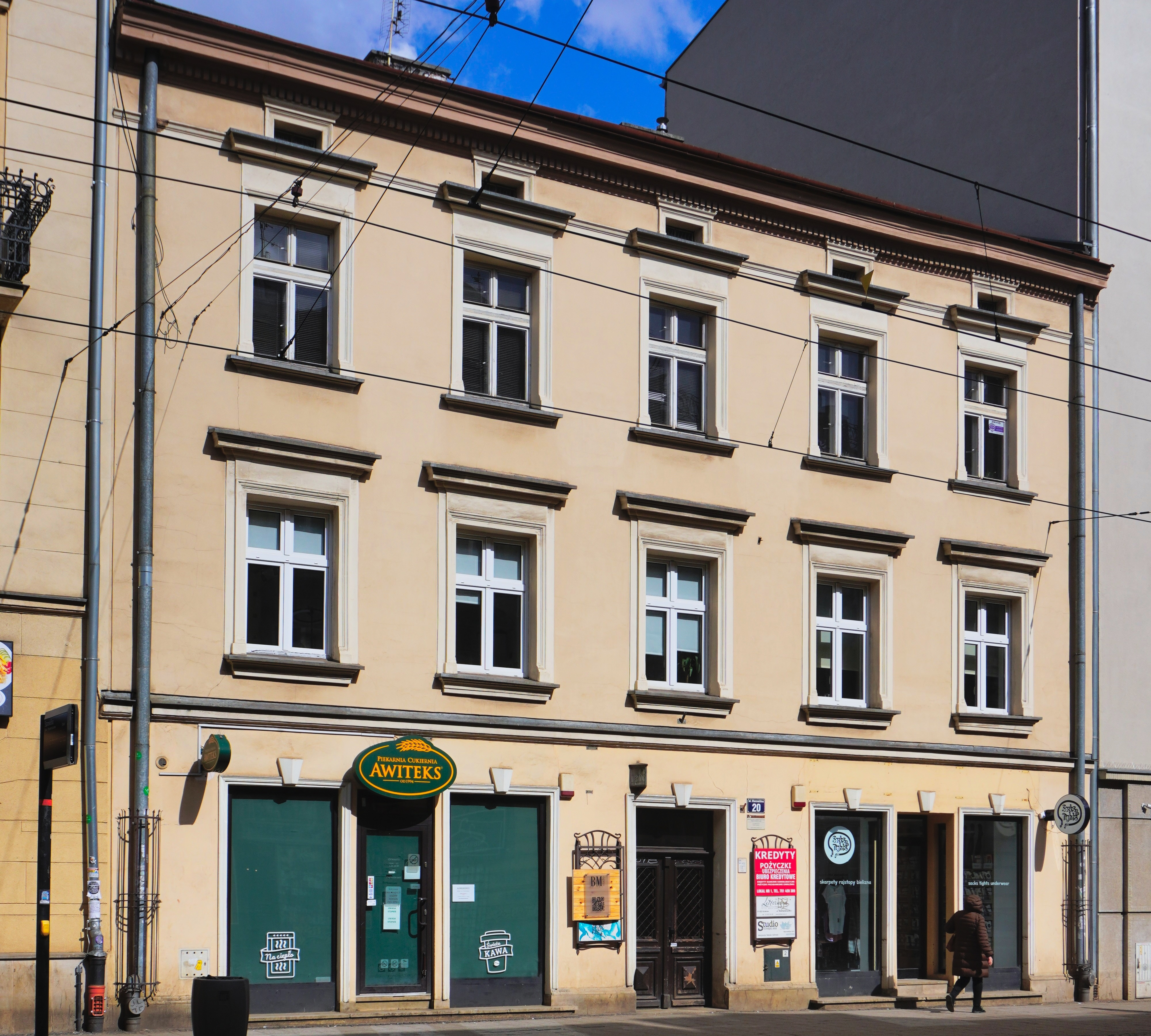
ul. Starowiślna 20 Kamienica (proj. Jacek Matusiński, 1889)
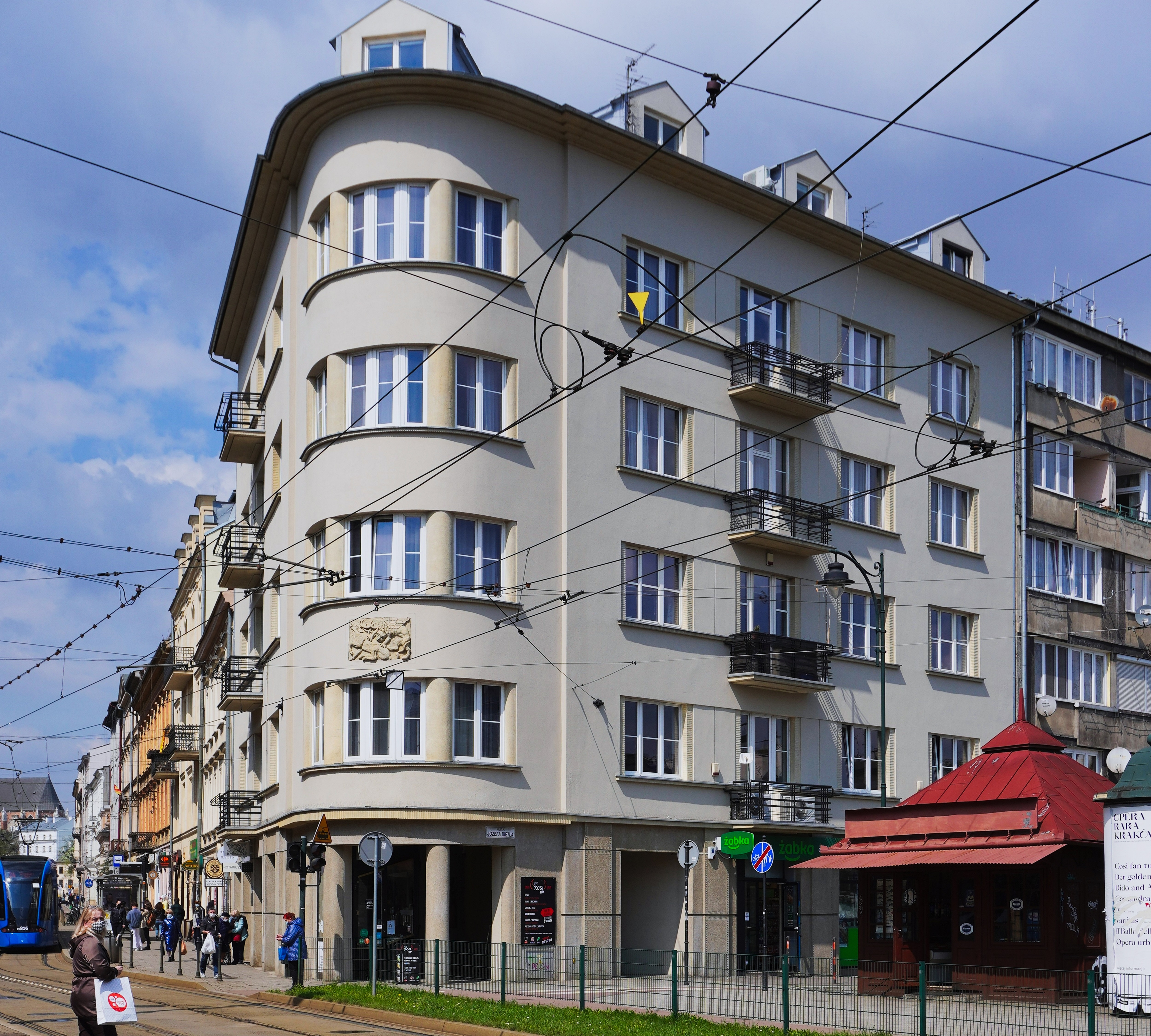
ul. Starowiślna 22 Kamienica (proj. Samuel Nebenzahl, 1936–1937)
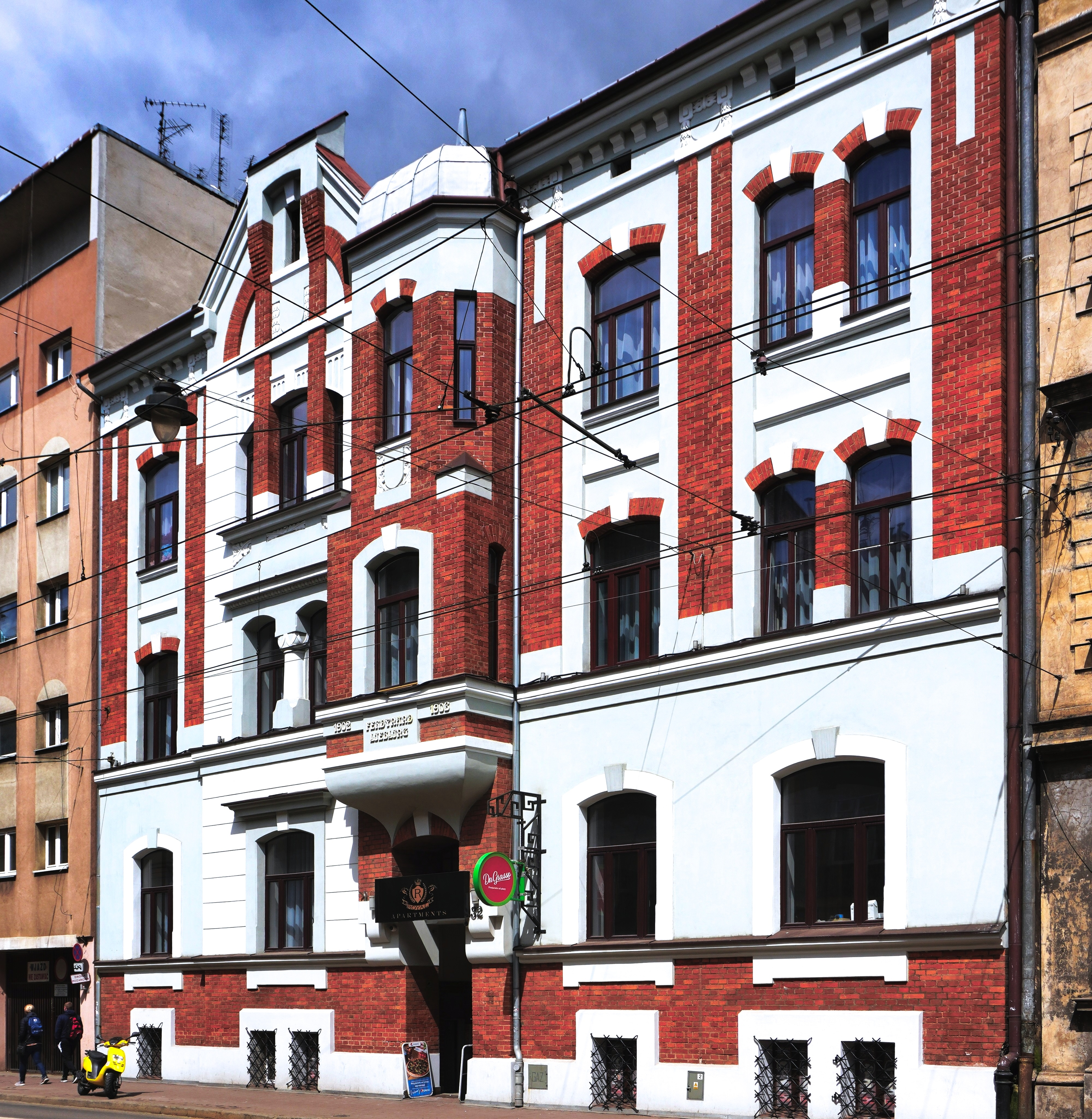
ul. Starowiślna 32 Kamienica (proj. Ferdynand Liebling, 1902)
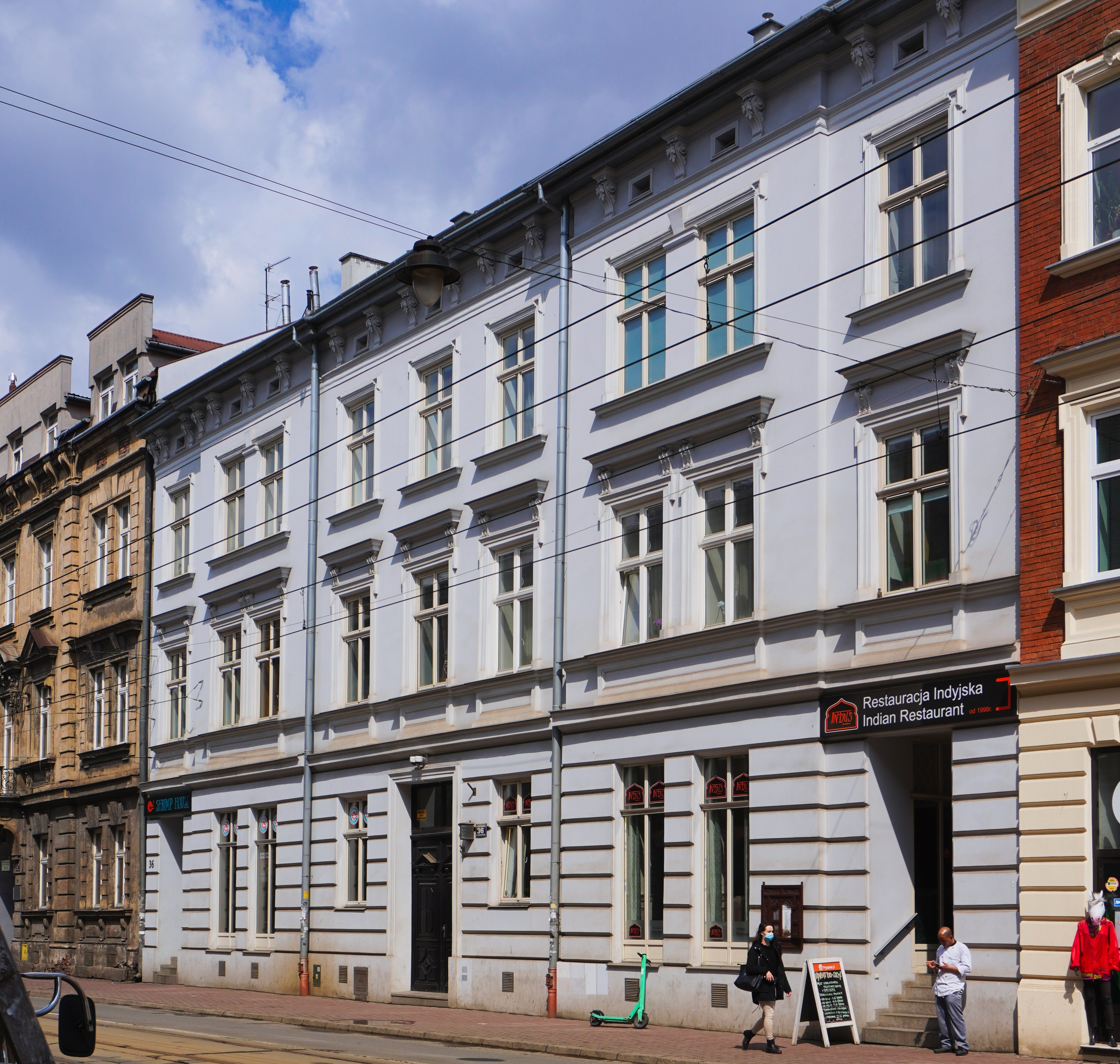
ul. Starowiślna 36 Kamienica (proj. Beniamin Torbe, 1892)
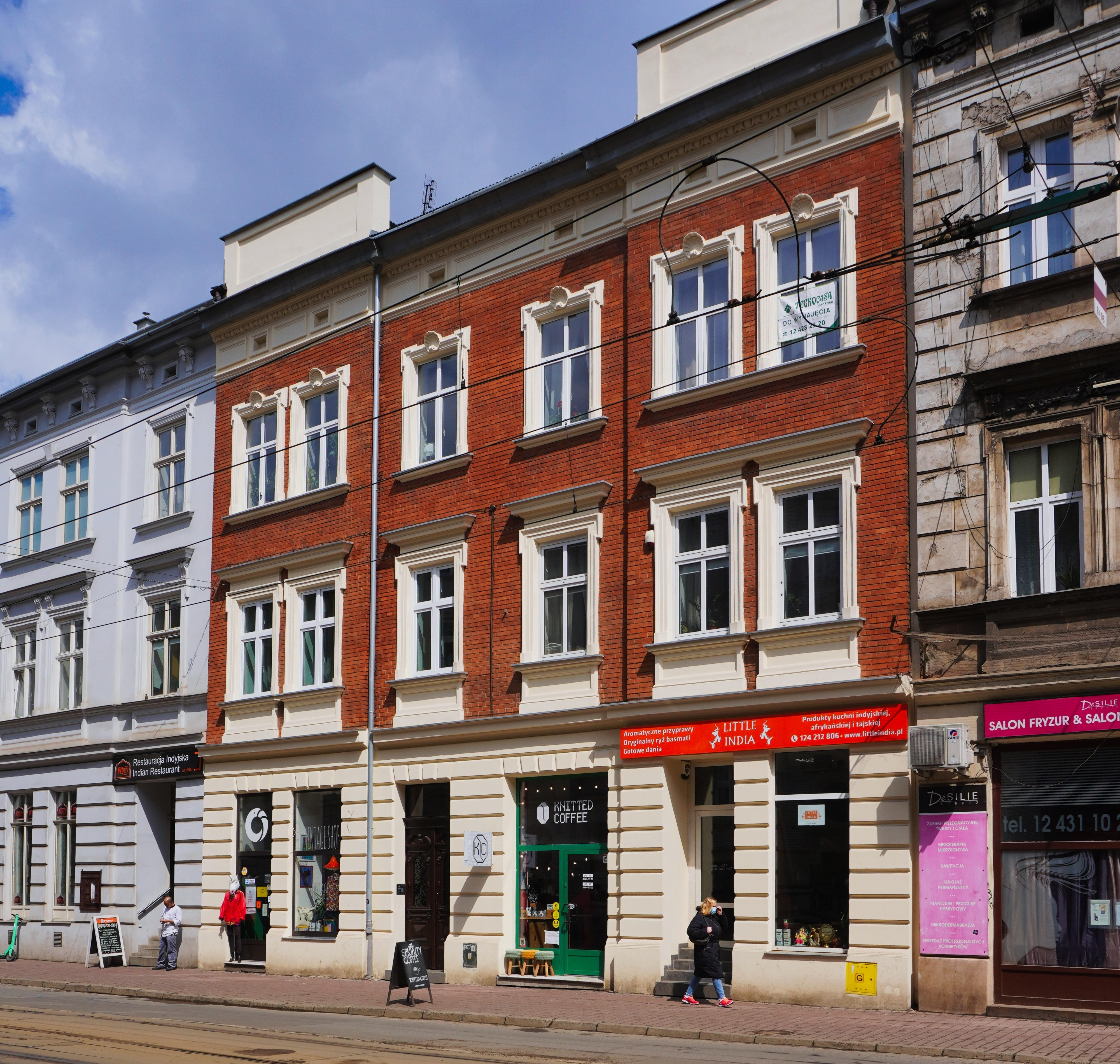
ul. Starowiślna 38 Kamienica (1892)
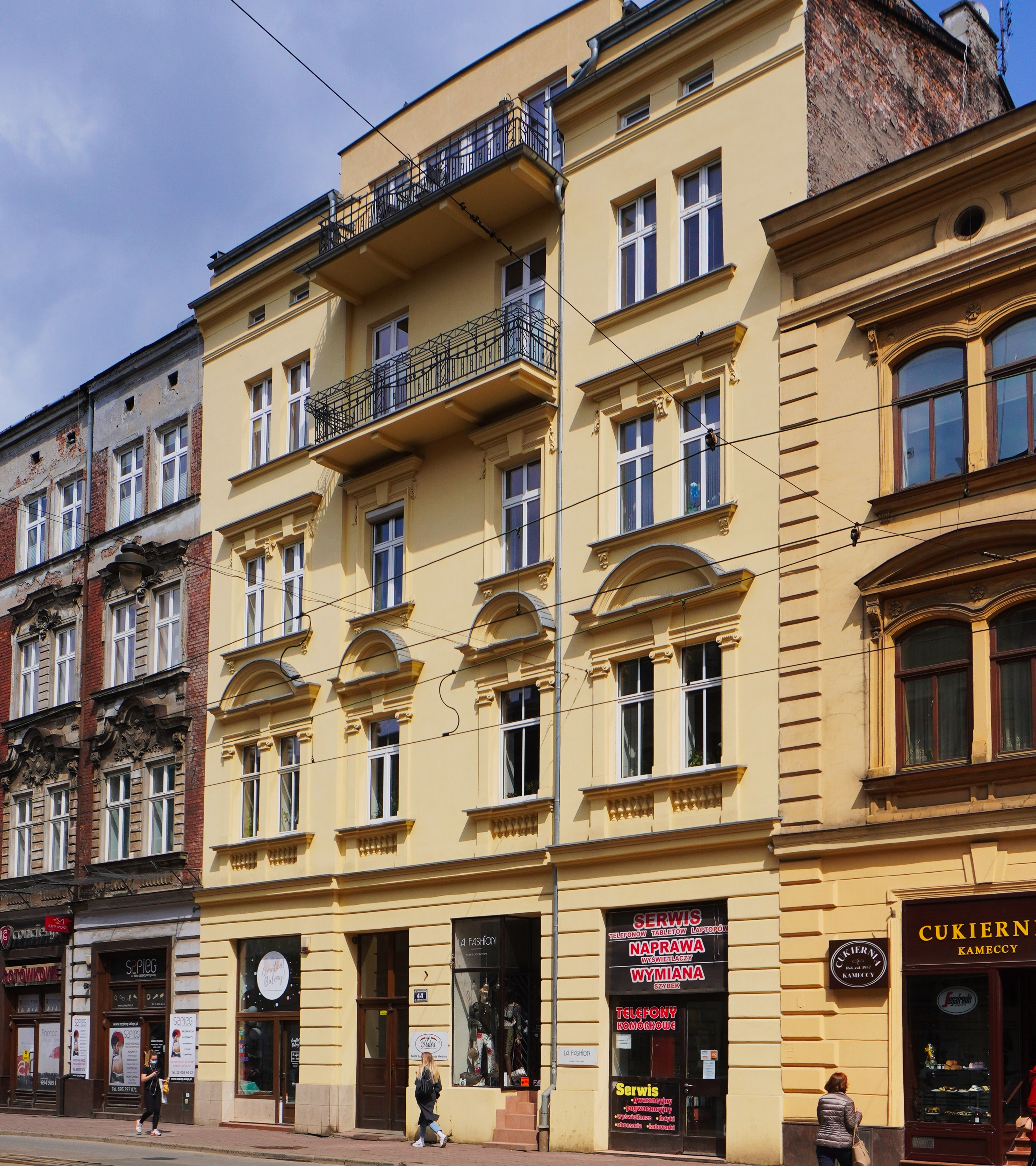
ul. Starowiślna 44 Kamienica (proj. Beniamin Torbe, 1899)
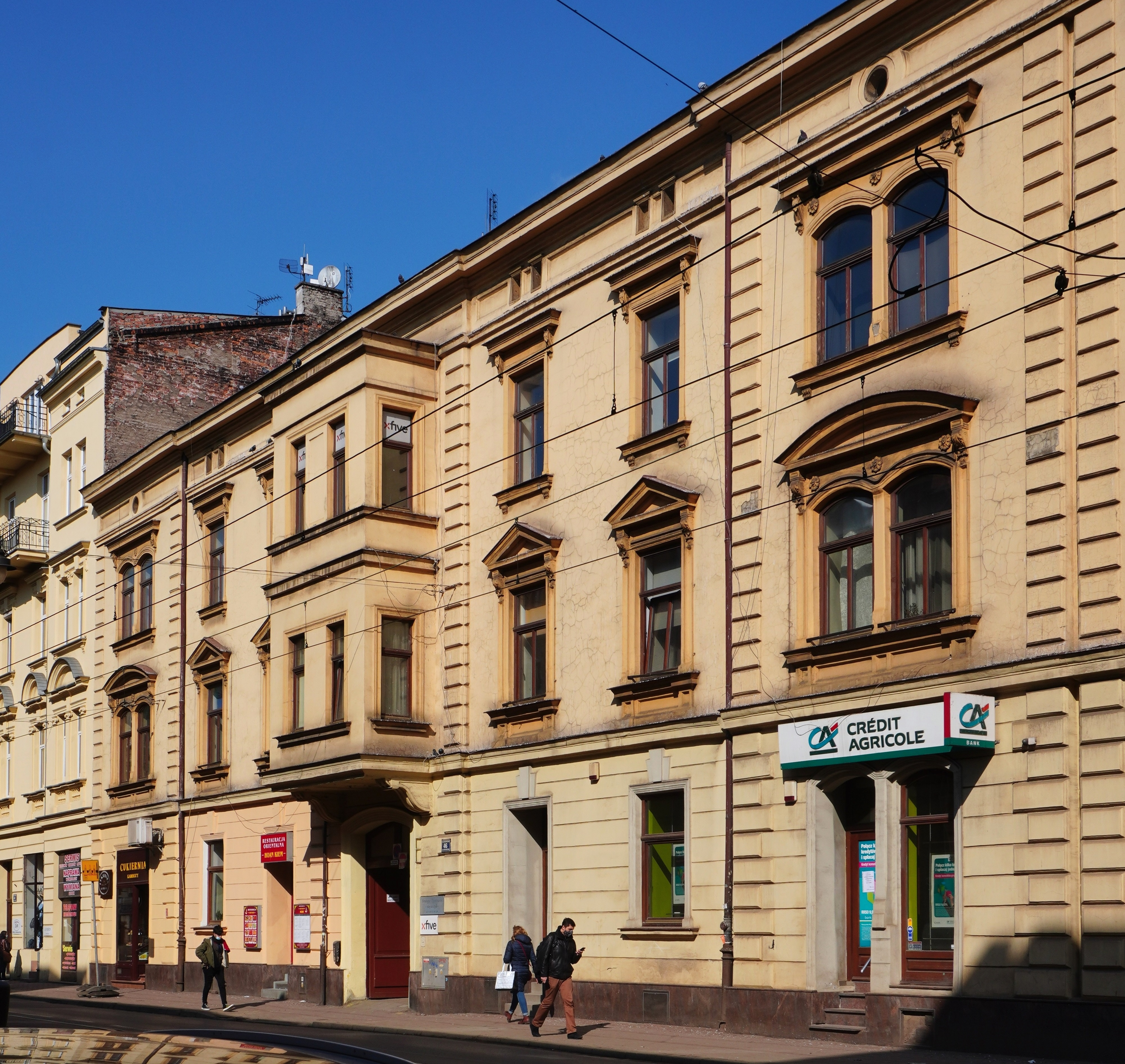
ul. Starowiślna 46 Kamienica, gdzie mieścił się Zakład Kształcenia Izraelickich Rzemieślników (1888-1891)
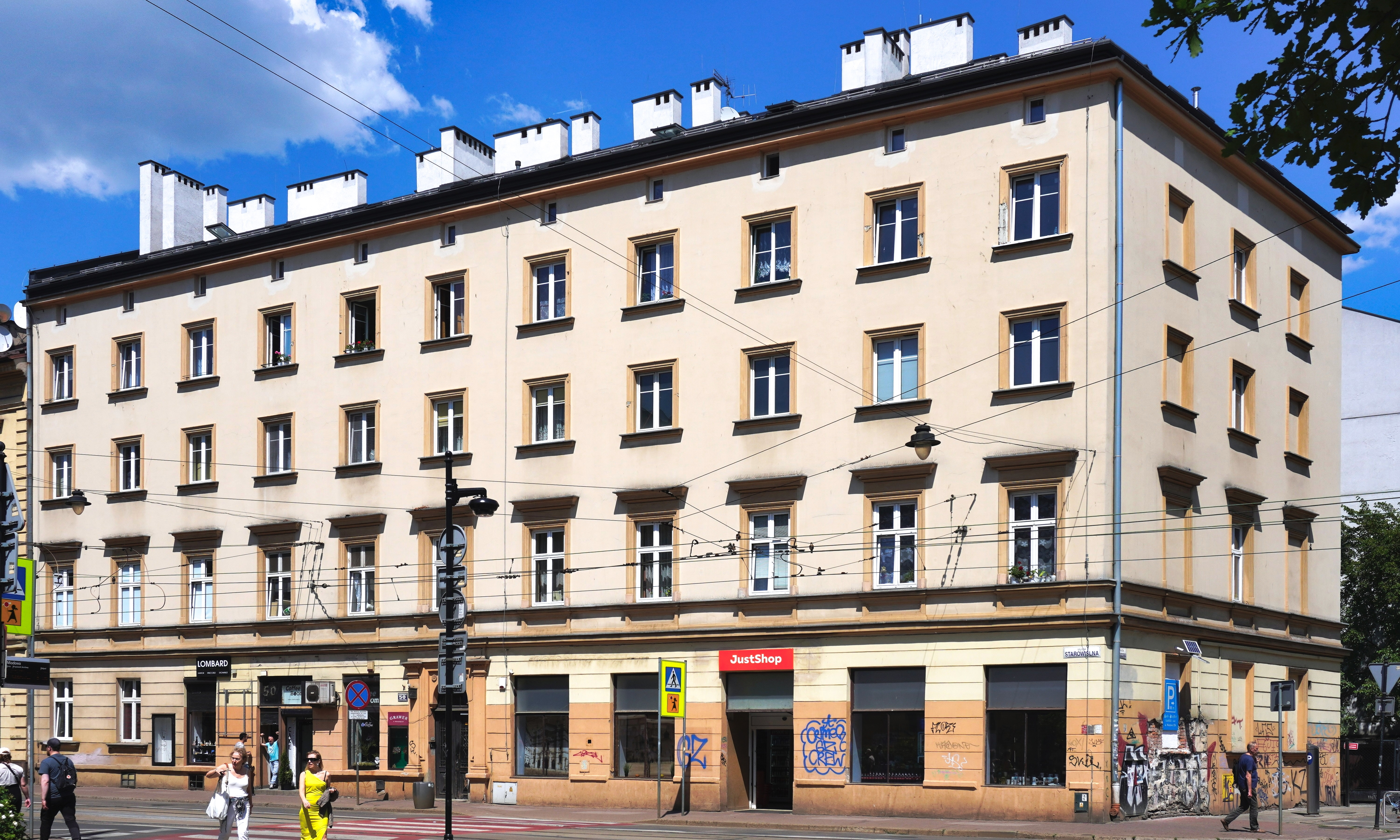
ul. Starowiślna 50 Kamienica, dawny Zakład Wychowawczy dla Osieroconych Chłopców Izraelickich (proj. Karol Knaus, 1887)
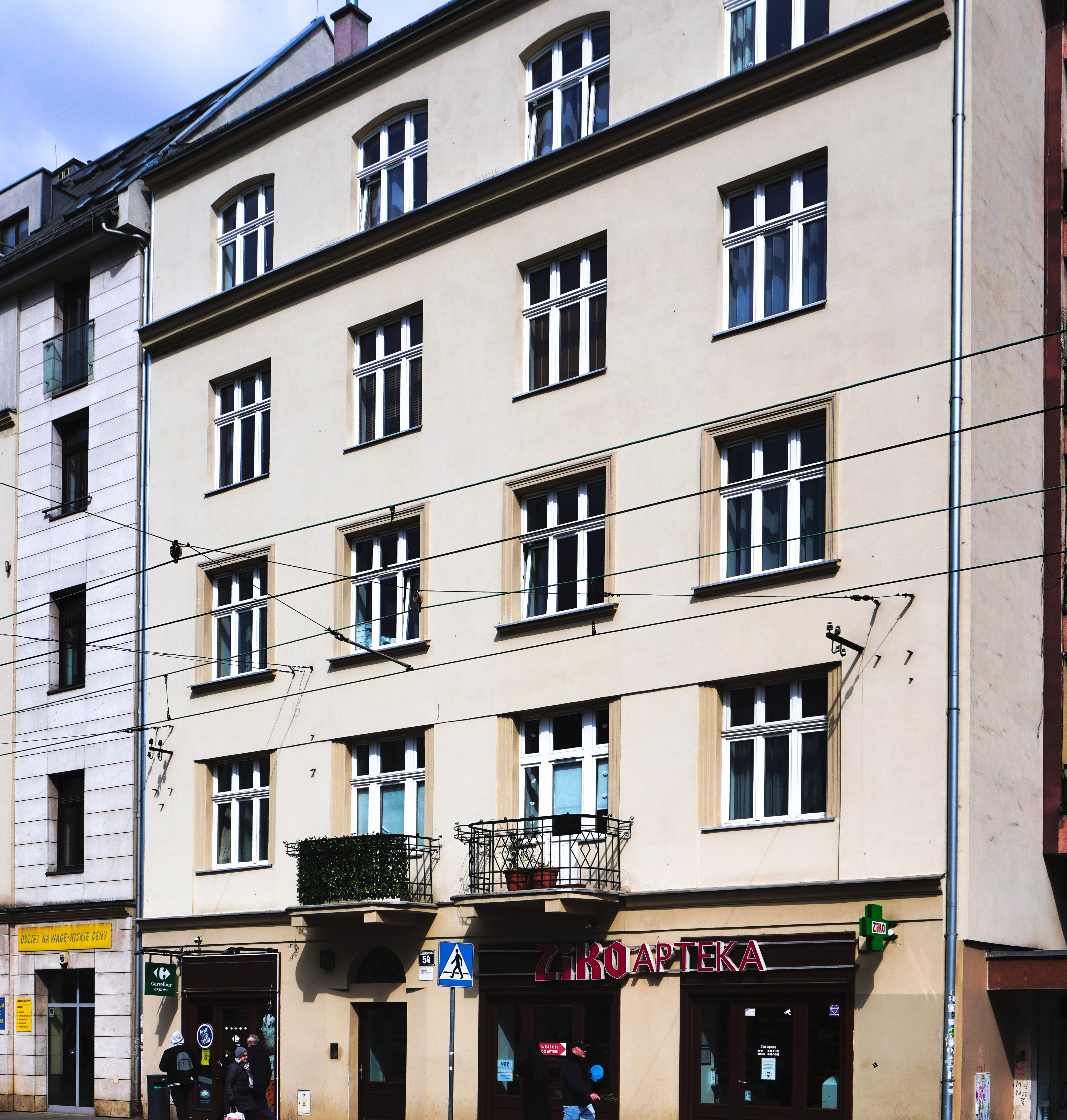
ul. Starowiślna 54 Kamienica (proj. Antoni Dostal, 1927)
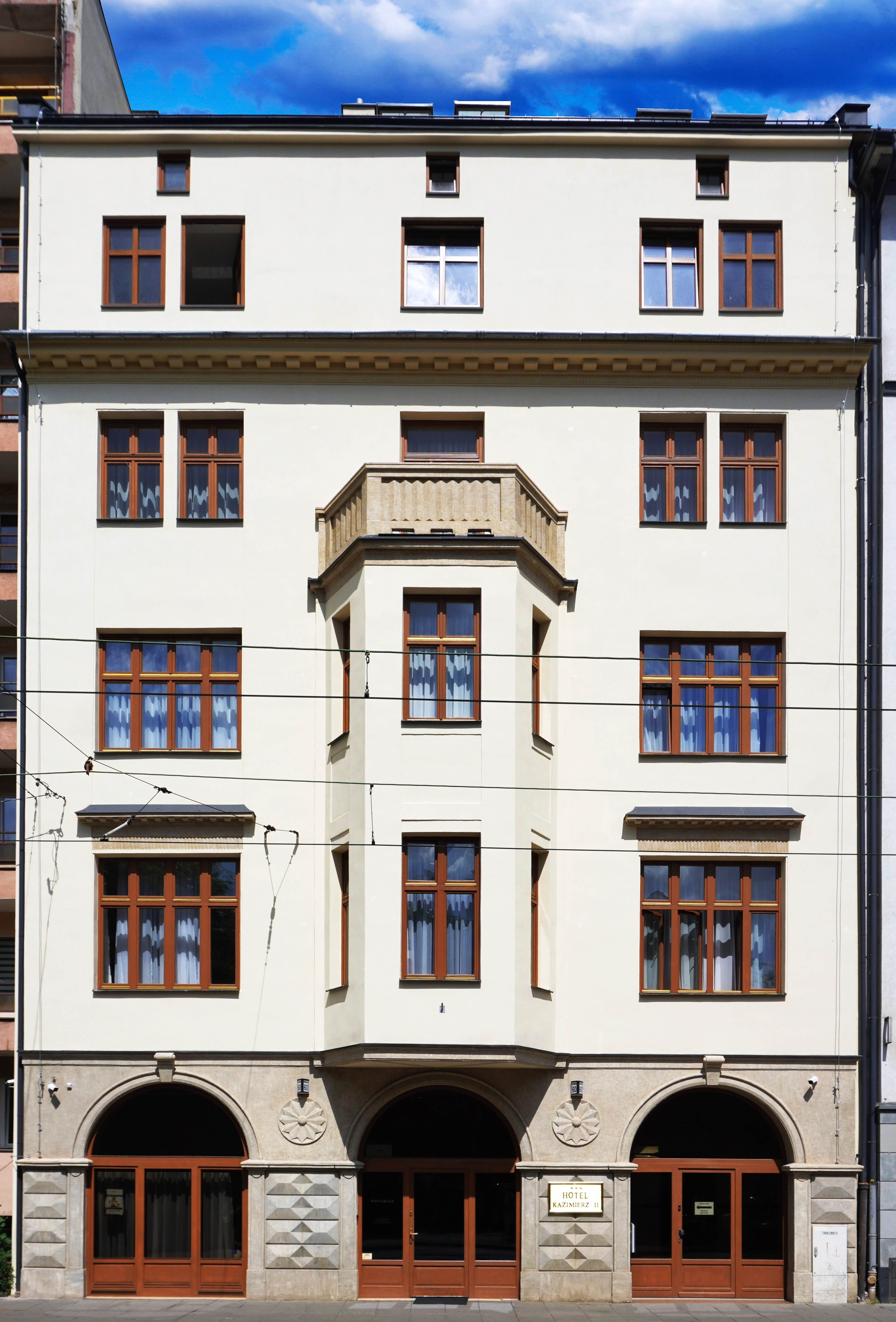
ul. Starowiślna 60 Kamienica (proj. Z. Hausner, 1928)
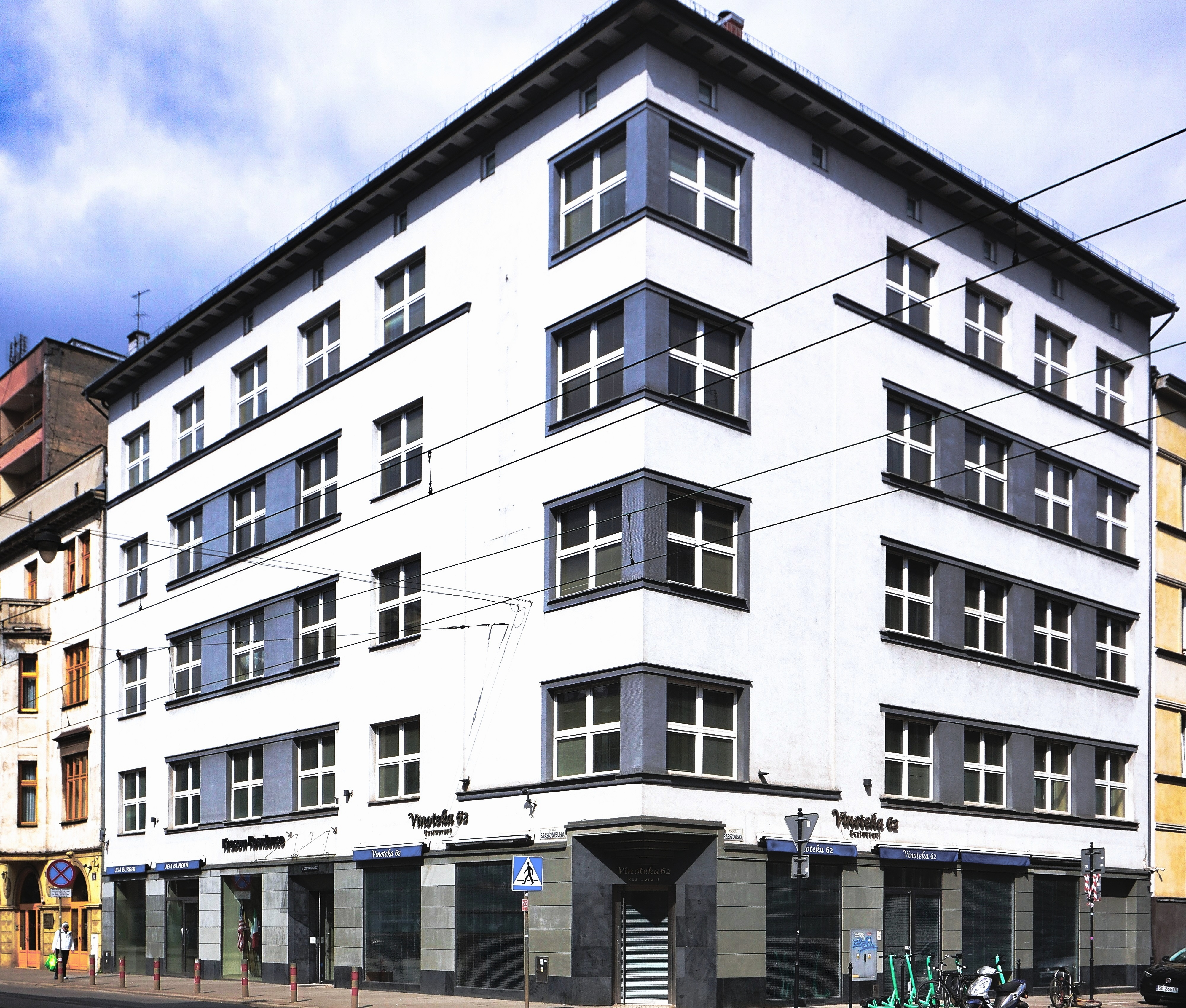
ul. Starowiślna 62 (ul. Rzeszowska 2) Kamienica (proj. Antoni Dostal, 1931)
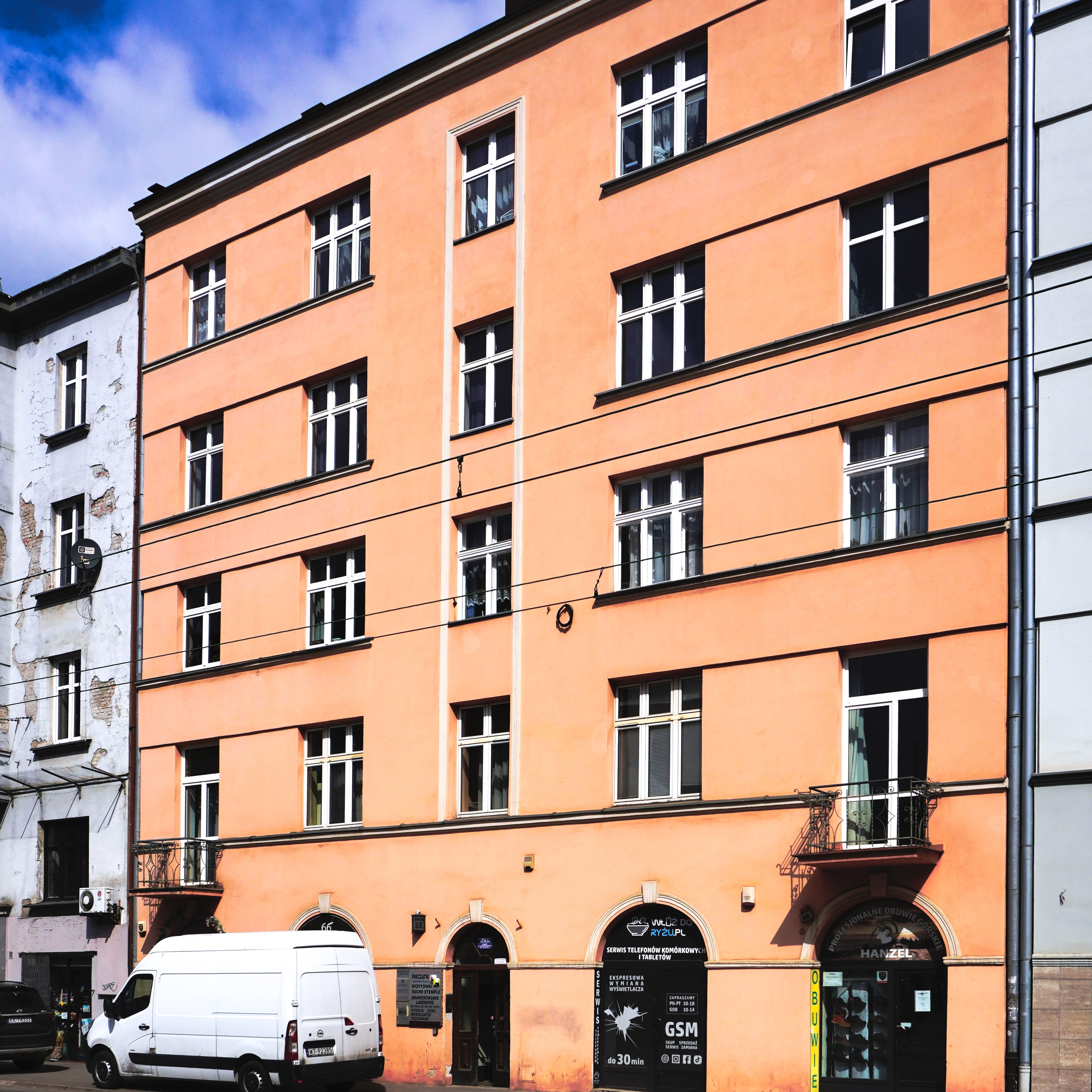
ul. Starowiślna 66 Kamienica (proj. Zygmunt Prokesz, 1929)
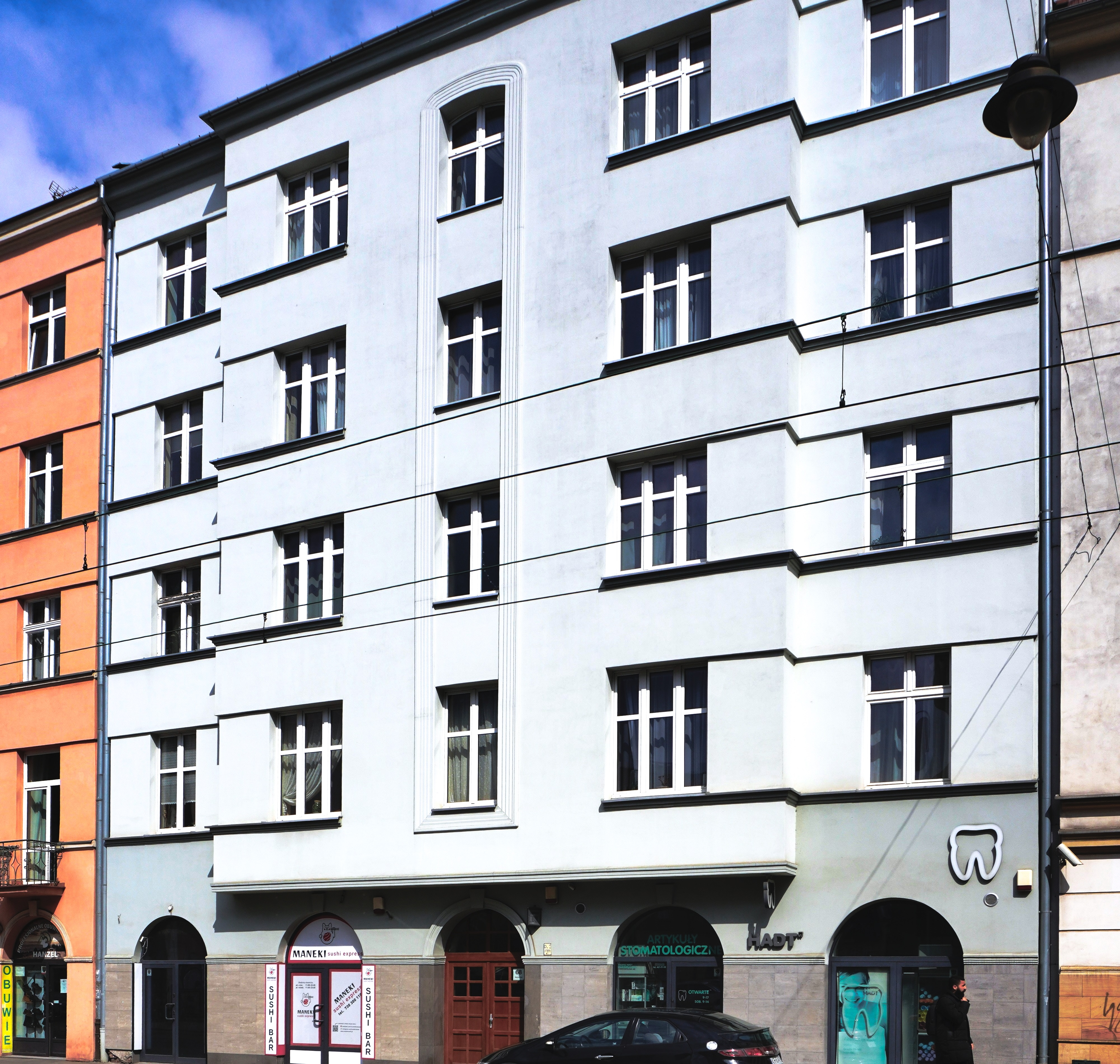
ul. Starowiślna 68 Kamienica (proj. Edward Skawiński, 1928)
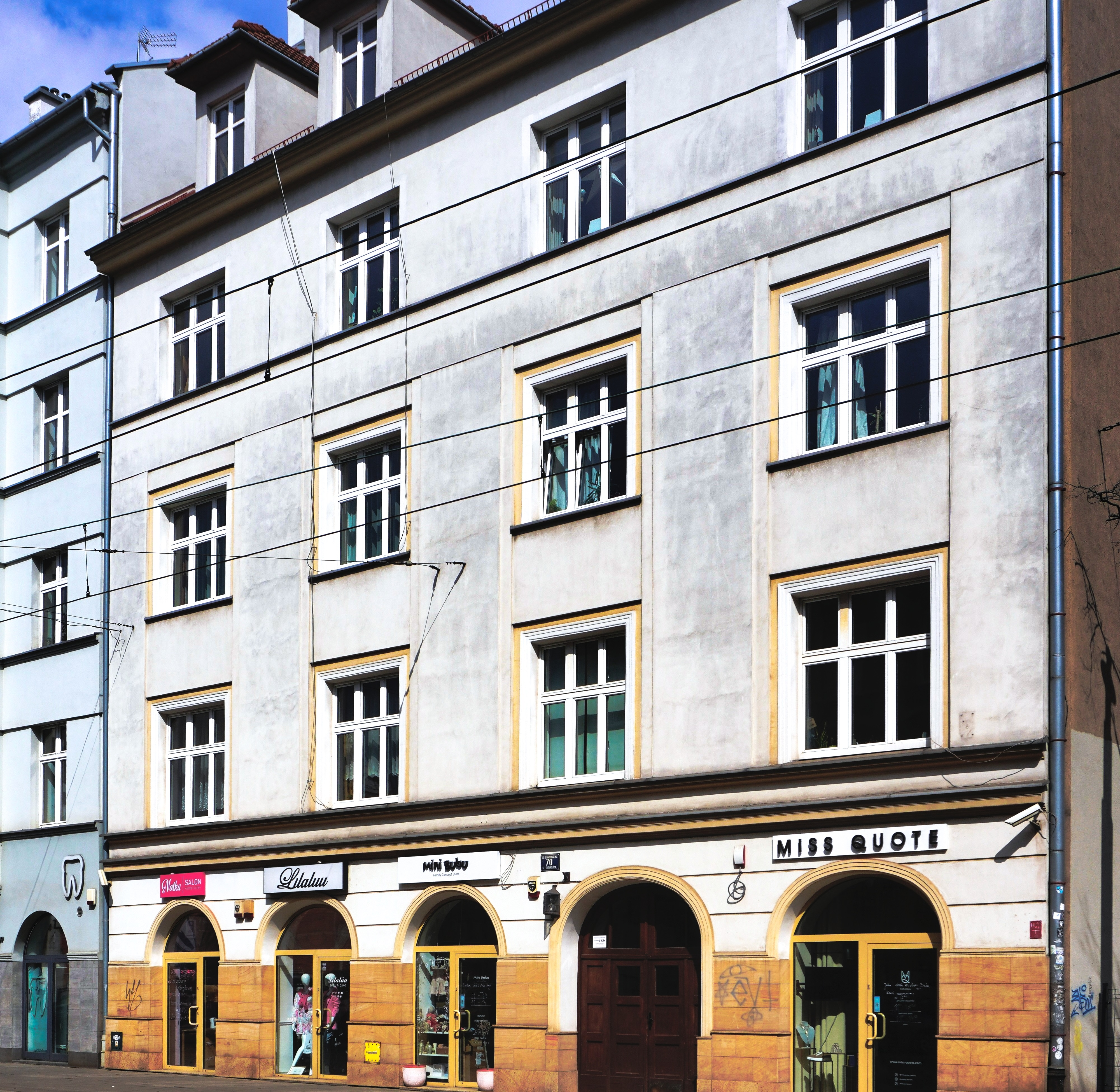
ul. Starowiślna 70 Kamienica (proj. Mieczysław Sarnecki, 1928)
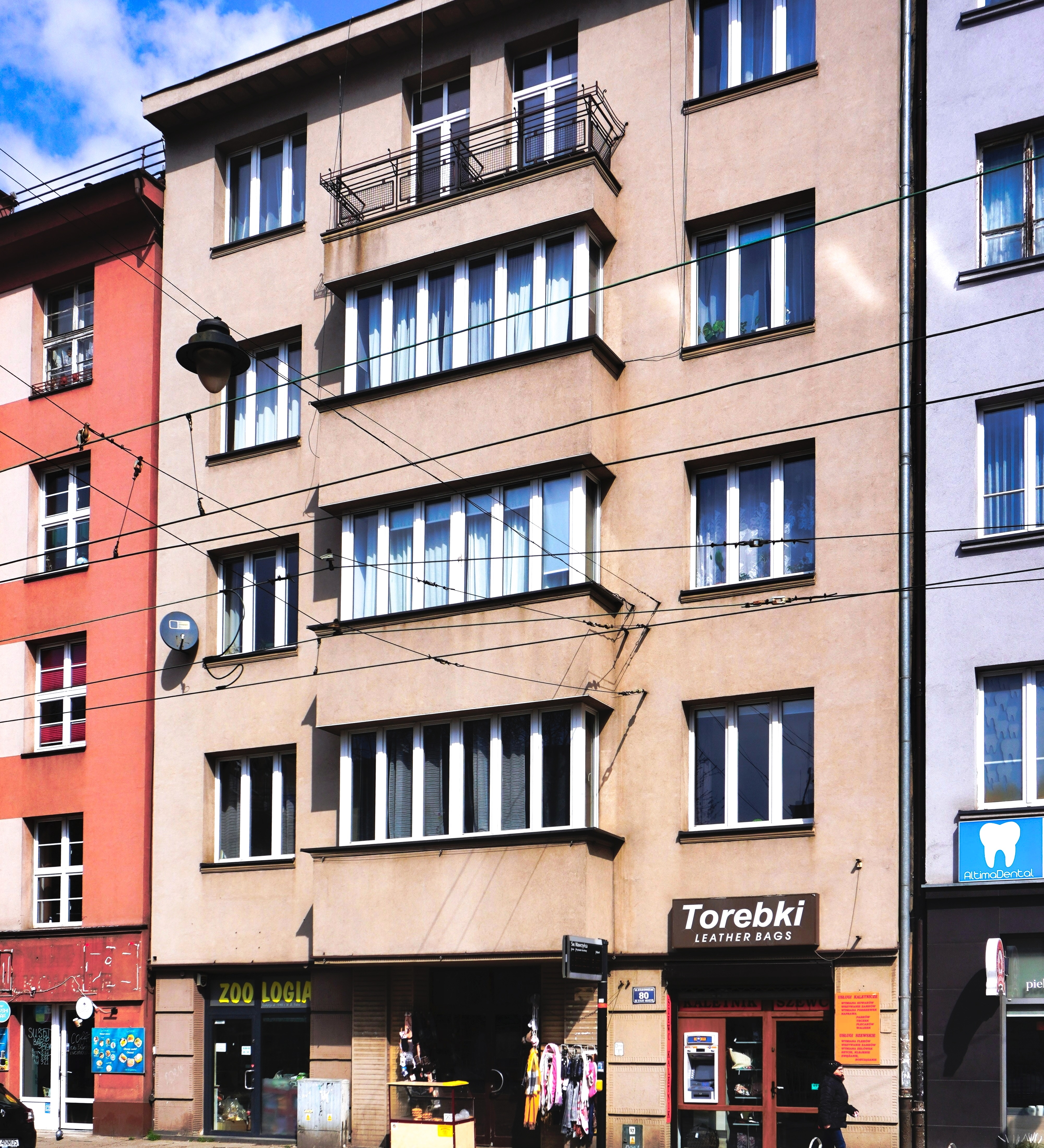
ul. Starowiślna 80 Kamienica (proj. Józef Merenda, 1936)
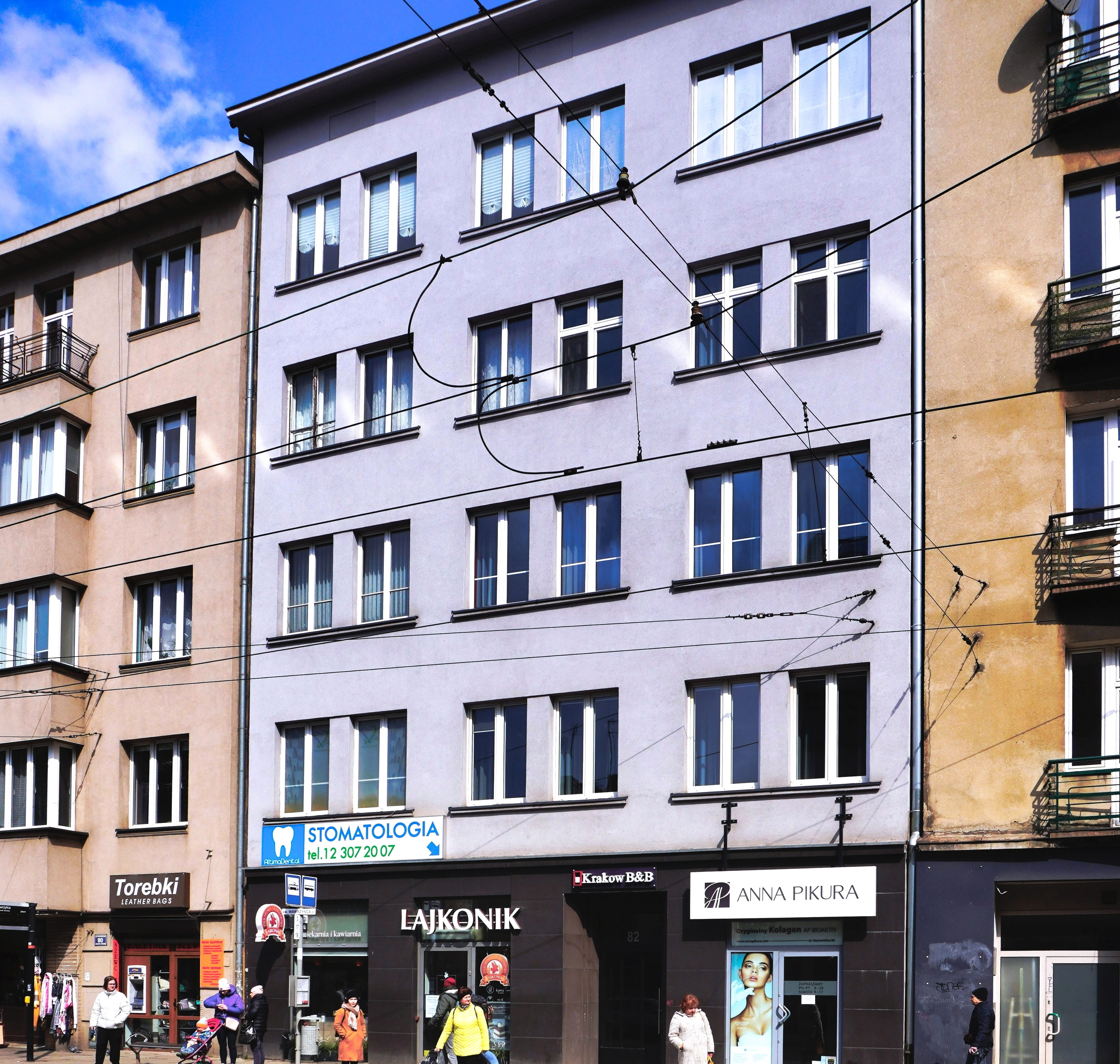
ul. Starowiślna 82 Kamienica (proj. Leopold Bachner, Maurycy Stiel, 1936)
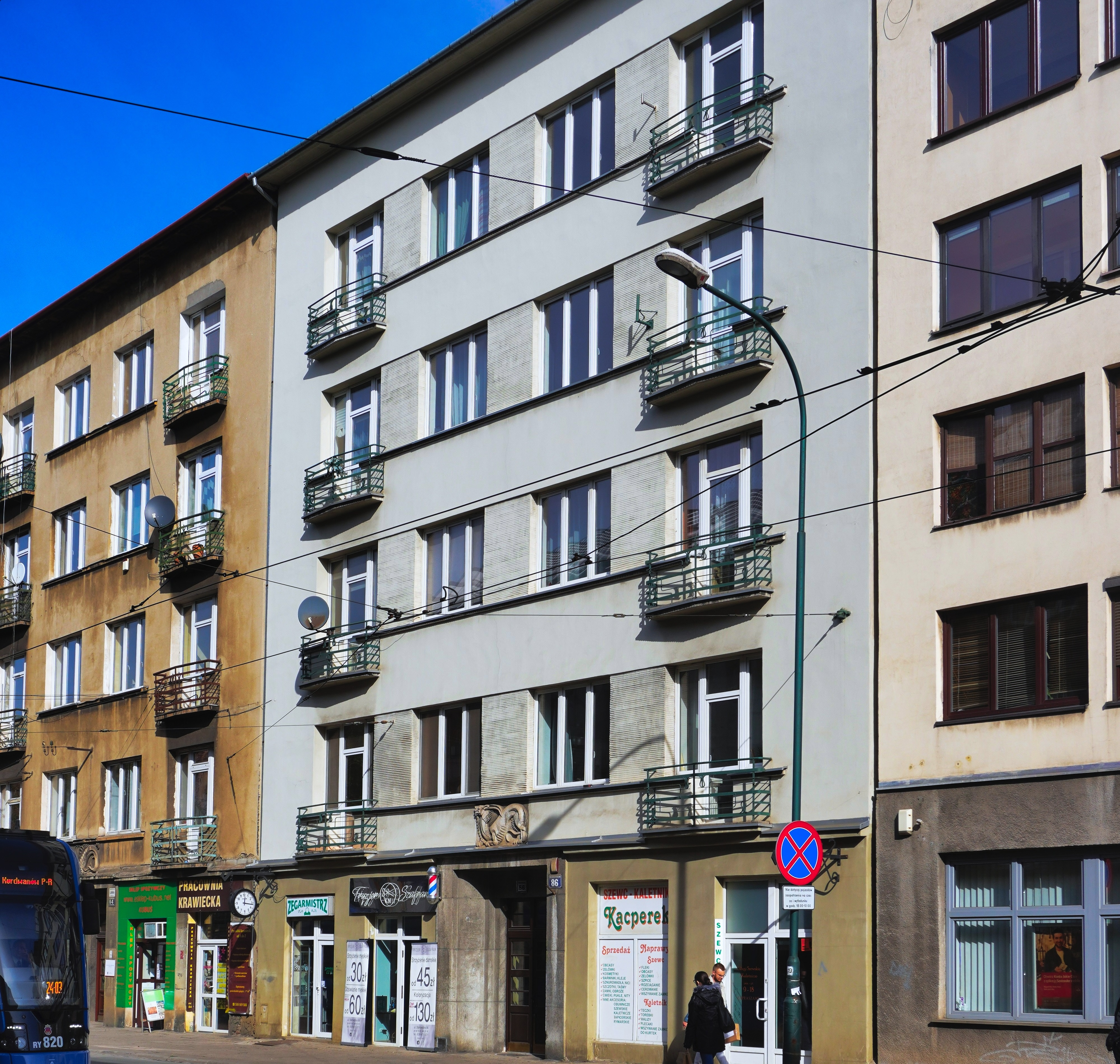
ul. Starowiślna 86 Kamienica (proj. Leopold Bachner, Maurycy Stiel, 1936)
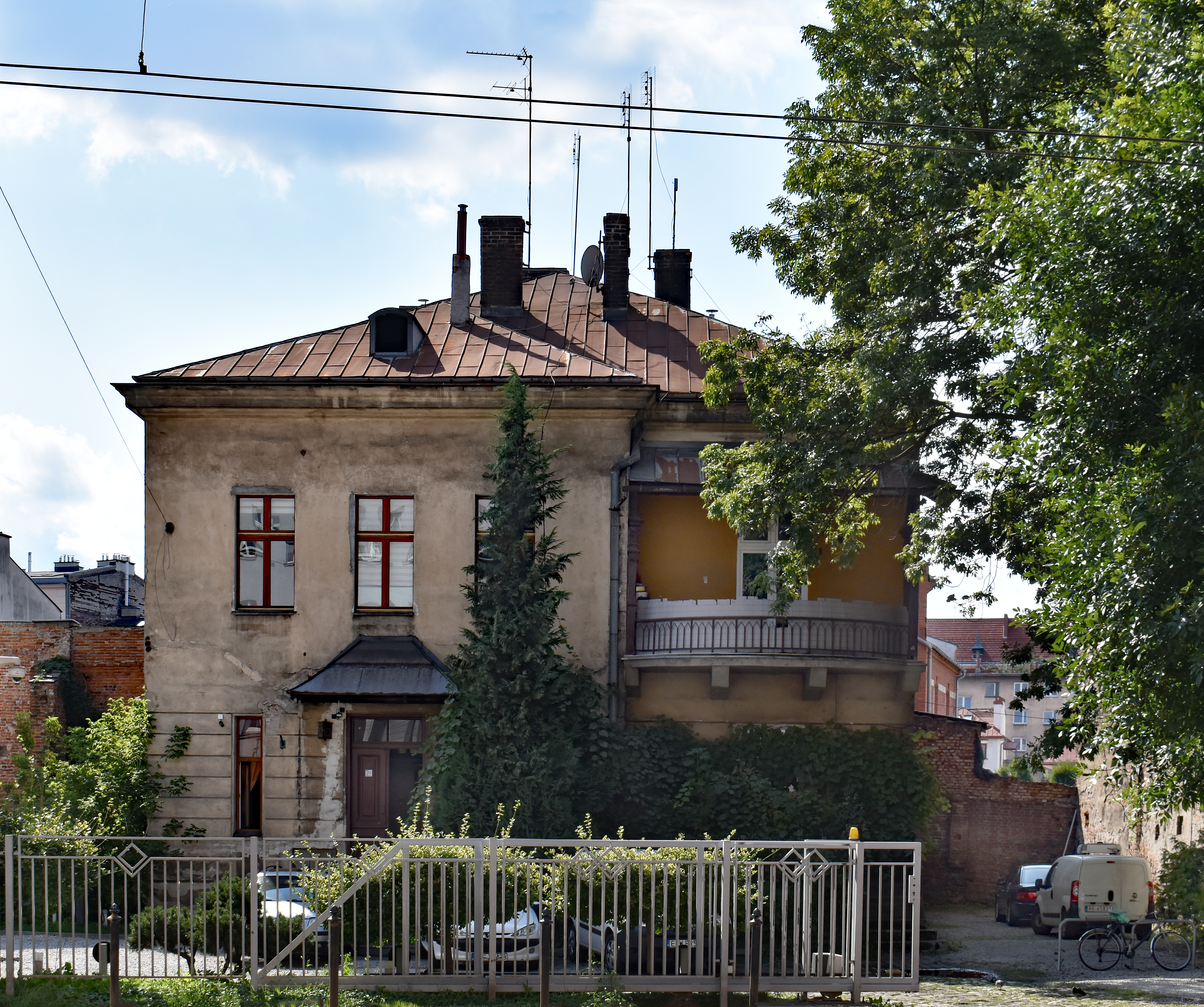
ul. Starowiślna 89 Willa Stryjeńskich (proj. Tadeusz Stryjeński, 1904)